# Isla Tritón
La isla Tritón (en chino: 中建岛; pinyin: Zhōngjiàn Dǎo; en vietnamita: Đảo Tri Tôn; históricamente conocida como Bànlù Zhì; 半路峙 literalmente "Torre a mitad de camino"; o Luó Dǎo (螺岛; literalmente "Isla trochus niloticus") por los pescadores chinos, es una de las islas de las islas Paracel en el Mar Meridional de China, con una superficie de 1,2 km². La isla es administrada por la República Popular de China. La soberanía china de la isla está en disputa por parte de Vietnam.
La reclamación de la República Popular China en la isla se define de acuerdo con la Declaración del Gobierno de la República Popular de China sobre las líneas de base del mar territorial del 15 de mayo de 1996.